# Papa Urbano III
Papa Urbano III, nascido Umberto Crivelli (Cuggiono, c. 1120 – Ferrara, 20 de outubro de 1187) foi eleito o 172º Papa em 25 de novembro de 1185 e governou a Igreja até a data de sua morte. Foi elevado Papa com a promessa de pacificar a cidade de Roma.

## Início de carreira
Crivelli nasceu em Cuggiono como filho de Guala Crivelli e tinha quatro irmãos: Pietro, Domenico, Pastore e Guala. Costuma-se dizer que o futuro Papa Celestino IV era filho da irmã de Urbano, mas essa afirmação não tem fundamento. Estudou em Bolonha.
Em 1173, Crivelli foi feito cardeal pelo Papa Alexandre III. Seu título original é desconhecido, mas ele optou por ser o Cardeal-Sacerdote de San Lorenzo in Lucina em 1182. Lúcio III o nomeou arcebispo de Milão em 1185. Lúcio III morreu em 25 de novembro de 1185; O Cardeal Crivelli foi eleito nesse mesmo dia. A pressa foi provavelmente devido ao medo da interferência imperial.

## Pontificado
Urbano III assumiu vigorosamente as brigas de seu antecessor com o Sacro Imperador Romano Frederico I Barbarossa, incluindo a disputa permanente sobre a disposição dos territórios da condessa Matilda da Toscana. Isso foi amargurado pela inimizade pessoal, pois no saque de Milão em 1162 o imperador fez com que vários parentes do papa fossem proscritos ou mutilados. Mesmo após sua elevação ao papado, Urbano III continuou a ocupar o arcebispado de Milão, e nesta capacidade recusou-se a coroar como rei da Itália o filho de Frederico I, Henrique, que havia se casado com Constança, herdeira do reino da Sicília. Por esse casamento/vínculo, o papado perdeu aquele apoio normando no qual por tanto tempo contava em suas disputas com o imperador.
Urbano se esforçou para trazer a paz entre a Inglaterra e a França e, em 23 de junho de 1187, seus legados por ameaças de excomunhão impediram uma batalha campal entre os exércitos dos reis rivais perto de Châteauroux e trouxeram uma trégua de dois anos.

Enquanto Henrique no sul cooperava com o Senado rebelde de Roma, seu pai Frederico bloqueou as passagens dos Alpes e cortou todas as comunicações entre o Papa, então morando em Verona, e seus adeptos alemães. Urbano III resolveu então excomungar Frederico I, mas os veroneses protestaram contra tal procedimento dentro de seus muros. Ele, portanto, retirou-se para Ferrara, mas morreu antes que pudesse dar efeito às suas intenções. Ele foi sucedido por Gregório VIII. De acordo com os cronistas Ernoul e Benedict de Peterborough, Urbano III morreu de choque e tristeza depois que Joscius, arcebispo de Tiro, trouxe-lhe a notícia da derrota cristã na Batalha de Hatim. Também é comumente afirmado que a morte de Urbano foi causada pela notícia da queda de Jerusalém, mas Guilherme de Newburgh nos assegura que o relatório do desastre de Hattin (3-4 de julho) só chegou à Santa Sé depois da eleição de Gregório VIII, por isso é pouco provável que Urbano III tenha ouvido falar da rendição da Cidade Santa, que ocorreu em 2 de outubro.